# Homostichanthidae
Homostichanthidae is een familie uit de orde van de zeeanemonen (Actiniaria).

## Geslacht
- Homostichanthus